# Tachina actinosa
Tachina actinosa je vrsta muva u rodu Tachina familije Tachinidae koja je endemična u američkoj državi Oregon.